# 香港裔美国人
香港裔美國人，又称港裔美國人、美籍香港人、在美港人，是指現正或曾經是擁有香港居留權的香港永久居民、祖籍香港（香港原居民）或者父母為香港永久居民的美國人；抑或自己是香港人，即使沒有香港身份但認同自己是香港人，持有美國國籍的香港人。
按照美国之《香港关系法》，香港人是独立于中国大陆、澳门之外的族群。至2019年，香港永久居民归化为美国公民后，其公民归化证明上注明当事人的前国籍为「香港」。有219,231名美国人出生于香港，这一数字不包含在香港以外地方出生的香港移民以及这些移民在美国出生的后代。目前，美国有超过330,000名香港移民。
美国是海外港人的第二大聚居地，仅次于加拿大。许多港裔美国人持有多重國籍，包括美国公民身份和香港居留权。除了拥有美国护照，许多人也同时有香港特區护照和英国国民（海外）护照。

## 历史
1965年的移民和国籍法令通过后，一大批香港移民定居于旧金山唐人街、加利福尼亚州、曼哈顿华埠及纽约。在唐人街附近，许多香港移民经营中式餐馆和超市。
香港成为英国的直辖殖民地后，许多广东移民在香港生活并赚得足够的资本后移民至西方，主要是北美洲。1984年，中英联合声明的签署确定了香港未来将成为中华人民共和国的一个特别行政区。但是，许多香港人出于对中国共产党政权的嚴重不信任和恐惧，特别是1989年六四事件中共鎮壓民運之后加剧了这种不安，纷纷尽可能移民至英语国家。
1997年香港主權移交中国以來，一些港裔美国人迴流香港，並繼續在香港生活。香港美国商会是美国在海外的最大规模商会， 包括了许多美籍港人。按照美国法律，归化为美国国籍后的香港永久居民可在海外使用香港护照，为香港政府工作或者是参与香港选举，不会自动丧失美国公民权益，但必须向美国政府申报所得税。 （註：美國承認雙重國籍，但中華人民共和國國籍法規定不承認雙重國籍，嚴格上這些美籍港人是不可以使用香港特別行政區護照。部份政府工作崗位或參加部份選舉的香港人不得擁有外國國籍或外國居留權。）
1980至90年代，一大批拥有高技能的香港移民定居于洛杉矶的圣盖博谷以及旧金山湾区，他们当中的很多人受雇于硅谷的高科技公司。许多在湾区工作的香港移民居住在郊区，例如伯灵格姆、南旧金山、圣马特奥以及旧金山的列文治区和日落区。

## 人口
根据2012年的统计，有219,231名美国人出生于香港。96,281人出生于香港定居于加利福尼亚州。 39,523出生于香港定居于纽约州。在大波士顿，特别是昆西也有数量显著的香港出生的美國人居住。同時，除香港外，港籍美國人主要出生地為美國或中國廣東。美國各州都生活着大量中國廣東出生的香港人。

## 有香港背景的美國人
- 倪家骏：游泳运动员，奥运会金牌获得者
- 程守宗：黑莓公司執行長
- 郑嘉颖：演员、歌手，无线电视前旗下经理人合约男艺人
- 周婉儀：体操运动员，奥运会金牌获得者
- 陈卓光：美国联邦法官
- 方大同：歌手、詞曲作家、音樂製作人
- 孔庆翔：歌手
- 简悦威：医学家、血液学家，首位中国科学院外籍院士
- 关颖珊：花样滑冰运动员，奥运会金牌获得者
- 关南施：演员和模特，首位在西方电影成名的亚洲女星
- 关诗敏：歌手，詞曲作家
- 李小龙：国际著名武打演员、导演、武术家、截拳道创办人
- 李玟：歌手，首位在全球範圍發行專輯、首位在奧斯卡獎典禮表演的華人歌手
- 侧田：歌手、作曲人、填词人
- 谭燕玉：国际著名女性服装设计师
- 歐陽萬成：香港出生的脫口秀演員和作家
- 葉玉卿：移民美國前為演員
- 李孟熙：洋名Quentin Lee，電影導演